# Shotz Fired
Shotz Fired (englisch für „Abgefeuerte Schüsse“) ist ein Lied des deutschen Rappers Bonez MC. Der Song wurde am 10. April 2020 als Single veröffentlicht.

## Inhalt
In Shotz Fired inszeniert sich Bonez MC als Gangster, der Waffen benutzt und auf seine Feinde schießt. Dabei wendet er sich auch an die Polizei und verwendet homophobe Ausdrücke, wie „Schwuchtel“, um diese abzuwerten. Weitere typische Gangsta-Rap-Themen, wie Reichtum, Drogen und Sex, sind ebenfalls Bestandteil des Songs, wobei der Rapper sein Leben mit Hollywoodfilmen vergleicht.

„Eine in dein Bein, boom, Shots fired (duh)

Gruß an meinen kleinen Bullen-Nuttensohn aus Bayern

Sagst, du bist nicht schwul (hah), bist du meier?

Pack ma’ lieber wieder deine Hand an meine Eier (Schwuchtel)“

## Produktion
Der Song wurde von dem deutschen Musikproduzenten-Duo The Cratez produziert. Beide Produzenten fungierten neben Bonez MC auch als Autoren.

## Musikvideo
Bei dem zu Shotz Fired in Trinidad und Tobago gedrehten Musikvideo führte Pascal Kerouche Regie. Es feierte am 10. April 2020 Premiere auf YouTube und verzeichnet mehr als 22 Millionen Aufrufe (Stand: November 2024). Das Video zeigt Bonez MC, der in der Stadt Laventille zwischen Einheimischen, darunter auch Kinder, unterwegs ist und dabei eine schusssichere Weste sowie ein schwarzes Basecap trägt. Die Menschen um ihn herum konsumieren Alkohol und Marihuana, während auch ein Polizeieinsatz zu sehen ist, bei dem der Rapper kontrolliert wird. Später ist es dunkel und Bonez MC benutzt Spraydosen als Flammenwerfer. Der Rapper Bang ’Em Smurf hat im Video einen Cameo-Auftritt.

## Single

### Covergestaltung
Das Singlecover ist schwarz-weiß gehalten und zeigt Bonez MC im Outfit des zugehörigen Musikvideos. So trägt er eine schusssichere Weste und ein schwarzes Basecap sowie Halsketten und ein Maschinengewehr. Im Vordergrund befindet sich der große rote Titel Shotz Fired, während der kleinere Schriftzug Bonez MC in Weiß rechts darüber steht.

### Chartplatzierungen
Shotz Fired stieg am 17. April 2020 auf Platz vier in die deutschen Singlecharts ein und belegte in den folgenden Wochen die Ränge zehn und 25. Insgesamt hielt es sich elf Wochen lang in den Top 100, davon zwei Wochen in den Top 10. In Österreich erreichte die Single die Chartspitze und war ebenfalls elf Wochen in den Charts vertreten, während sie in der Schweiz Position sechs erreichte und sich vier Wochen in den Charts hielt.
| ChartsChartplatzierungen | Höchstplatzierung | Wochen |
| ------------------------ | ----------------- | ------ |
| Deutschland (GfK)        | 4 (11 Wo.)        | 11     |
| Österreich (Ö3)          | 1 (11 Wo.)        | 11     |
| Schweiz (IFPI)           | 6 (4 Wo.)         | 4      |

Auf der Streamingplattform Spotify verzeichnet das Lied bisher mehr als 54 Millionen Aufrufe (Stand: Januar 2025).

### Auszeichnungen für Musikverkäufe
Shotz Fired wurde im Jahr 2023 in Deutschland für mehr als 200.000 verkaufte Einheiten mit einer Goldenen Schallplatte ausgezeichnet und zählt damit zu den meistverkauften Rapsongs in Deutschland. In Österreich erhielt es 2021 ebenfalls Gold für über 15.000 Verkäufe.

| Land/Region        | Auszeichnungen für Musikverkäufe (Land/Region, Auszeichnung, Verkäufe) | Verkäufe |
| ------------------ | ---------------------------------------------------------------------- | -------- |
| Deutschland (BVMI) | Gold                                                                   | 200.000  |
| Österreich (IFPI)  | Gold                                                                   | 15.000   |
| Insgesamt          | 2× Gold ·                                                              | 215.000  |

## Kritik
Das Online-Rapmagazin 16BARS diskutierte aufgrund des Songs die homosexuellenfeindlichen Textinhalte von Bonez MC, wobei dem Rapper Homophobie vorgeworfen und es gleichzeitig als seine Schwäche ausgelegt wurde. Ferner wurden den betreffenden Texten „Rückständigkeit“ und „Misogynie“ vorgeworfen. Die antihomosexuelle Gewalttextstelle wurde auch in LGBTQ-Kreisen scharf kritisiert.